# 601036 Sassflora
601036 Sassflora este o planetă minoră (asteroid) din centura de asteroizi. A fost descoperită pe 21 octombrie 2012 la Piszkéstetői Obszervatórium⁠(d) de . 
Obiectul prezintă o orbită caracterizată de o semiaxă mare de 2,610743342968 UAi, o excentricitate de 0,2552687583923, o înclinație de 14,060413210248 ° în raport cu ecliptica.